# Туленгут
Туленгут (каз. Төлеңгіт) — село в Мендыкаринском районе Костанайской области Казахстана. Входит в состав Каракогинского сельского округа. Код КАТО — 395649700.

## Население
В 1999 году население села составляло 369 человек (172 мужчины и 197 женщин). По данным переписи 2009 года, в селе проживали 194 человека (100 мужчин и 94 женщины). По данным переписи 2021 года, в селе проживало 98 человек (55 мужчин и 43 женщины).